# Bürdenbach
Bürdenbach ist eine Ortsgemeinde im Landkreis Altenkirchen (Westerwald) in Rheinland-Pfalz. Sie gehört der Verbandsgemeinde Altenkirchen-Flammersfeld an.

## Geographie
Die Ortsgemeinde liegt im Westerwald; Nachbarorte sind Oberlahr im Norden, Güllesheim im Südosten und Niedersteinebach im Südwesten.
Bürdenbach besteht außer aus dem namengebenden Ort aus den Ortsteilen und Wohnplätzen Bruch, Bruchermühle, Burg Bruch und Grube Louise.

## Geschichte
Im heutigen Ortsteil Bruch stand bis zum 19. Jahrhundert ein Renaissanceschloss, das zum Besitz der Familie von Welschenengsten gehörte, die den Grafen von Sayn und Nassau diente. Zwischen 1634 und 1636 wohnte hier Johann Wilhelm von Welschenengsten genannt Bernkott mit seiner Frau Christine von Diez, der Tochter der Prinzessin Anna von Sachsen.
Bürdenbach gehörte bis Anfang des 19. Jahrhunderts zum Kurfürstentum Trier und war Teil des Kirchspiels Horhausen. Die rechtsrheinischen Teile des Kurfürstentums Trier wurden 1803 auf der Grundlage des Reichsdeputationshauptschlusses dem Fürstentum Nassau-Weilburg zugeteilt und gehörten nach der Gründung des Rheinbundes von 1806 an zum Herzogtum Nassau. Aufgrund der auf dem Wiener Kongress (1815) getroffenen Vereinbarungen wurde die Region an das Königreich Preußen abgetreten.
Unter der preußischen Verwaltung wurde Güllesheim der Bürgermeisterei Flammersfeld im neu errichten Kreis Altenkirchen zugeordnet, der von 1822 an zur Rheinprovinz gehörte. Nach Stilllegung der Eisenerzgrube 1930 verfügt der Ort über keine größeren Gewerbebetriebe mehr. In den letzten Jahren wurden Wander-, Wellness- und Seminartourismus intensiviert.
Bevölkerungsentwicklung
Entwicklung der Einwohnerzahl von Bürdenbach, die Werte von 1871 bis 1987 beruhen auf Volkszählungen:
| Jahr | Einwohner |
| 1815 | 73        |
| 1835 | 111       |
| 1871 | 124       |
| 1905 | 190       |
| 1939 | 234       |
| 1950 | 251       |

| Jahr | Einwohner |
| 1961 | 288       |
| 1970 | 306       |
| 1987 | 352       |
| 2005 | 521       |
| 2022 | 638       |

## Politik

### Gemeinderat
Der Gemeinderat in Bürdenbach besteht aus zwölf Ratsmitgliedern, die bei der Kommunalwahl am 9. Juni 2024 gewählt wurden, und der ehrenamtlichen Ortsbürgermeisterin als Vorsitzender.

### Bürgermeister
Roswitha Puderbach ist Ortsbürgermeisterin von Bürdenbach. Bei der Direktwahl am 26. Mai 2019 wurde sie mit einem Stimmenanteil von 69,83 % und am 9. Juni 2024 ohne Gegenkandidat mit 75,1 % jeweils für weitere fünf Jahre in ihrem Amt bestätigt.

## Kultur
→ Liste der Kulturdenkmäler in Bürdenbach